# Cyprideis gelica
Cyprideis gelica är en kräftdjursart som beskrevs av John Herman Sandberg och Plusquellec 1974. Cyprideis gelica ingår i släktet Cyprideis och familjen Cytherideidae. Inga underarter finns listade i Catalogue of Life.